# Polo (Flamenco)
Polo ist der Name einer musikalischen Form des Flamenco (eines Palo), die einer anderen, Caña genannten, sehr ähnlich ist. Die Gitarrenbegleitung beider Palos ist in Rhythmus und Motiven der Soleá vergleichbar. Beide haben die gleiche Tonart, und möglicherweise ist der Polo aus der Caña hervorgegangen. Um den Gesang des Polo zu vervollständigen, wird normalerweise eine Strophe der Soleá (genauer der soleá apolá) hinzugefügt.
Obwohl heute nur noch ein einziger Gesang des Polo existiert, der als Polo natural bekannt ist, wird in Schriften noch ein weiterer Polo erwähnt, der Polo de Tobalo, der vermutlich verlorengegangen ist.

## Metrische und musikalische Struktur
Die Strophe des Polo hat die sowohl für die meisten Flamenco-Gesänge als auch für die spanische Folklore typische Form der cuarteta romanceada. Sie besteht aus vier achtsilbigen Versen, deren zweiter und vierter sich assonant reimen, und wird normalerweise auf folgenden Text gesungen:
Carmona tiene una fuente

con catorce o quince caños

con un letrero que dice:

¡Viva el polo sevillano!
Carmona hat einen Brunnen

mit vierzehn oder fünfzehn Strahlen

und eine Inschrift, die lautet:

Lang lebe der sevillanische Polo!
Oft wird die letzte Zeile durch den Satz: «¡Viva el polo de Tobalo!» („Es lebe der Polo von Tobalo!“) ersetzt – obwohl die Melodie offenbar nicht der des Polo de Tobalo entspricht. Einige Zeilen werden teilweise wiederholt, und es gibt außerdem zwei Serien von Melismen, die in der Mitte und am Ende der Strophe ausgeführt werden und die den Gesang in zwei Hälften teilen. Die Strophe wird also folgendermaßen gesungen:
Carmona tiene una fuente
con catorce
con catorce o quince caños
oooh oooh oooh... (Melismen)

con un letrero que dice y que
y viva el polo
viva el polo de Tobalo
oooh ooh ooh...

Takt und Tonart sind die gleichen wie bei der Soleá, also ein 12/8-Takt mit Rhythmuswechsel zwischen Dreier- und Zweierschlag, und der phrygische Modus (modo frígio). Die Gitarrenbegleitung ist ebenfalls von der Soleá inspiriert, obwohl einige besondere Arpeggien nach der zweiten Phrase jedes Abschnitts eingefügt werden (also nach con catorce und y viva el polo).
Auf der Gitarre wird der Polo stets auf der Tonika E begleitet. Der Musikwissenschaftler Hipólito Rossy behauptete, der Gesang stünde in Dur und in einem Dreiertakt, aber es ist offensichtlich, dass er diesen Palo nicht gut kannte, da alle Aufnahmen die genannten Merkmale der Soleá zeigen. Er könnte allerdings von einer Aufnahme des Sängers Jacinto Almadén beeinflusst worden sein, bei welcher der in Jerez geborene Gitarrist Perico el del Lunar (1894–1964) einige Akkorde verwendet, die das Dur-Geschlecht nahelegen.

## Geschichte
Die erste Erwähnung eines „Zigeunerpolo“ ist in dem Gedicht La Quincaida des Grafen von Noroña enthalten, das 1779 geschrieben wurde. Er wird außerdem in den Cartas Marruecas von José Cadalso erwähnt, die ungefähr zur gleichen Zeit geschrieben wurden. Kritiker meinen, dass es sich noch nicht um den späteren Polo gehandelt habe, sondern um einen primitiven Volksgesang, der kein Flamenco war:

„(...) die Zigeuner gingen am Vorabend des Flamenco von spanischen Volksrhythmen aus, und entwickelten die Gesänge, deren volkstümliche Qualitäten sie bewahrten, bewußt einem agitanamiento (einer Verzigeunerung) entgegen, die schließlich evident werden sollte. Als diese Zeit der Umwandlung abgeschlossen war, war aus dem Gesang, dem Rhythmus, den die Zigeuner in Andalusien kennengelernt hatten, bereits etwas anderes geworden, nämlich Flamenco. Im Falle des Polo ist dies nicht bis zum Beginn des 19. Jahrhunderts geschehen, wenn wir die Kriterien Molinas und Mairenas bzw. Butlers akzeptieren.“

Sowohl die Caña als auch der Polo scheinen sich großen Erfolges erfreut zu haben. Sie wurden zu Beginn des 19. Jahrhunderts für die beste Art des Flamenco-Gesanges gehalten. Serafín Estébanez Calderón nennt in seinem Buch Escenas andaluzas von 1847 den berühmten Sänger El Planeta (der als Protagonist einer der Szenen auftritt) den „König beider Polos“. Er versichert außerdem, dass der Polo schwierig auszuführen sei, dass er aus der Caña entstanden sei und dass es auch einen Polo de Tobalo gebe. Der Polo wird in der Literatur des 19. Jahrhunderts oft erwähnt. Viele wichtige Sänger der Zeit haben ihn in ihr Repertoire aufgenommen, bis zu den Zeiten Antonio Chacóns, der als einer der letzten großen Interpreten dieses Gesanges gilt.
Obwohl historische Quellen von zwei oder mehr Polos sprechen, kann nur einer davon als sicher überliefert gelten: der Polo natural. Der Sänger Pepe de la Matrona hat eine Version des polo de Tobalo gegen Ende der 1960er Jahre aufgenommen, jedoch wurde die Authentizität dieser Version von Álvarez Caballero in Frage gestellt, weil er niemals erklärte, ob sie ihm überliefert wurde oder ob er sie selbst gestaltet habe.
Die einzige alte Aufnahme mit dem Titel „Polo“ vor seiner Wiederentdeckung in den 1950er Jahren wurde von La Rubia gemacht und ist der Caña noch ähnlicher als üblich. 1960, zur Zeit der Wiederaufwertung des traditionellen Cante, wurde der Polo natural von Jacinto Almadén („El Niño de Almadén“) aufgenommen, und zwar in der Anthologie, die der Gitarrist Perico el del Lunar und der Flamencologe Tomás Andrade de Silva zusammenstellten. Laut der Einführung, die letzterer dazu schrieb, waren zu dieser Zeit Sänger, die den Polo beherrschten, extrem selten. Seitdem wurde er von verschiedenen berühmten Sängern aufgenommen.

## Theorien über den Polo
Es gibt verschiedene widersprüchliche Theorien, die den Ursprung des Polos und seiner Varianten betreffen:
- Demófilo stellte in seiner Sammlung von Flamenco-Gesängen 37 verschiedene Texte zusammen, die als Polos oder Cañas gesungen wurden. Er setzte hinzu: „Der berühmte Sänger Tobalo (Cristobál) brillierte mit den Polos und gab seinen Namen einem speziellen eigenen Lied, das heute als der polo Tobalo bekannt ist.“[4] Estébanez Calderón stellte in seinen Escenas Andaluzas fest, dass der Polo aus der Caña entstand.

- Tomás Andrade de Silva erwähnt die Soleá als Ursprung des Polo. Ihm zufolge führte der Sänger Curro Durse die Gewohnheit ein, den Polo als Anhang zur Caña zur singen, welcher die Sänger folgten, bis der Polo nach Antonio Chacón ungebräuchlich wurde. Dafür wurde der Polo natural benutzt, der von den Sängern stark variiert wurde. Derselbe Flamencologe behauptet auch, dass Tobalo den Polo erfunden habe und ihn von der Caña verschieden gemacht habe. Zu der Zeit, als die Aufnahme gemacht wurde, war es bereits üblich, dass der Polo ohne Caña gesungen wurde, indem man stattdessen eine Soleá apolá anfügte.[5]

- Nach José Navarro Rodríguez hat der Polo niemals existiert. Was wir als Polo kennen wäre demnach nur eine Variation der Caña, die im 19. Jahrhundert von dem Sänger Curro Durse kreiert wurde. Navarro Rodríguez behauptet ferner, dass die Caña die Erfindung eines Sängers aus Ronda um die Wende zum 19. Jahrhundert war, der Cristóbal Palmero hieß und als „Tobalo El Polo“ bekannt war. Da Tobalo eine gebräuchliche andalusische Form von Cristóbal ist und er den Spitznamen seines Vaters (Polo) übernahm, verursachte dies die falschen Annahme, dass der Gesang, den er erfand (eine Caña) Polo de Tobalo genannt worden sei (also Polo des Tobalo). Diese Theorie wurde in Frage gestellt, da ihr Autor sie nicht mit überprüfbaren Belegen untermauern konnte.[6]

- Der Dichter Ricardo Molina und der Sänger Antonio Mairena zitieren den Musikwissenschaftler García Matos, der bestätigt, dass der Flamenco-Polo keinerlei Verwandtschaft mit dem folkloristischen Polo des 18. Jahrhunderts zeige und nicht einmal aus ihm entstanden sei. Er habe nur seinen Namen erhalten. Sie stimmen mit der üblichen Theorie überein, dass er aus der Caña hervorging, widersprechen jedoch verschiedenen Flamenco-Historikern, die den Polo als einen Zigeunergesang definierten und ächten ihn als „sehr armen und unwichtigen Gesang“, „rigide und stereotyp“, „ein Fossil“, „eine Mumie“. Sie versichern:

„Die behauptete und vorgetäuschte Qualität des Polo sind nichts als eine Erfindung von Autoren, die nicht ein Wort über den Flamenco-Gesang wissen. Viele verwechseln den spanischen oder spanisch-amerikanischen Polo mit dem Flamenco-Polo und schreiben letzterem die Popularität der anderen zu.“

Es muss dazu angemerkt werden, dass Mairena dazu neigt, alle nicht-zigeunerischen Palos als qualitativ minderwertig anzusehen. Obwohl er jedoch in seinem Buch den Polo als nicht-zigeunerisch verwirft, hatte er ihn einige Jahre zuvor bereits selbst aufgenommen. Als er diese Aufnahme in der Antología del cante flamenco y cante gitano 1965 wiederveröffentlichte, nahm er ihn unter die Zigeuner-Palos auf.

## Aufnahmen
- Antología del cante flamenco (1954), 2. Edition, Hispavox 1988, zusammengestellt von Tomás Andrade de Silva und Perico el del Lunar. Enthält einen Polo von Jacinto Almadén („El Niño de Almadén“) und eine Caña von Rafael Romero.
- Antología del cante flamenco y cante gitano, zusammengestellt von Antonio Mairena. Enthält Polo und Caña, von Mairena selbst gesungen.
- Tesoros del cante antiguo von Pepe de la Matrona (1973), Hispavox HH 10-346/47, 2 LPs, Track C3: El Polo de Tobalo con el macho primitivo.